# Jan Schur

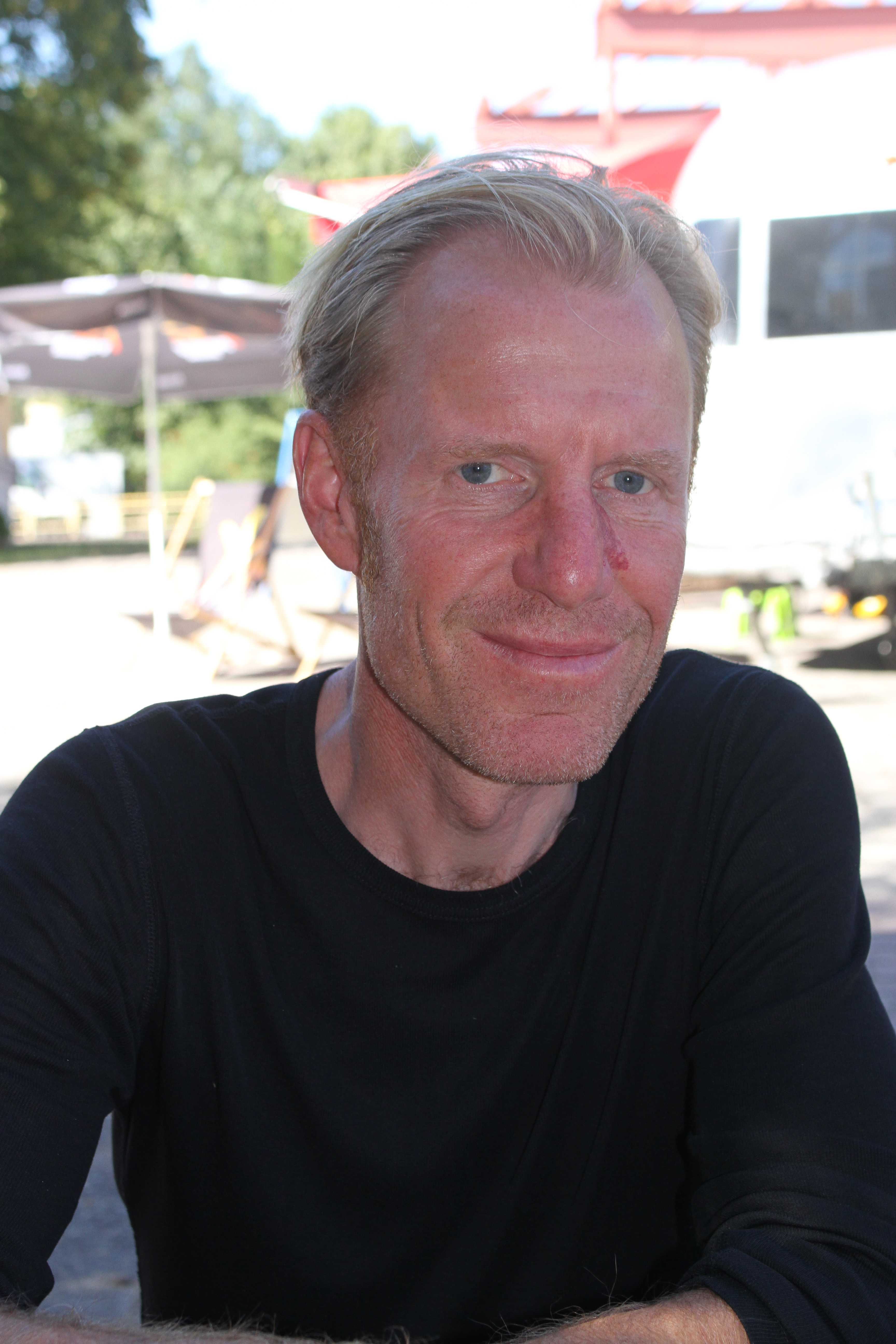
Jan Schur (2016)

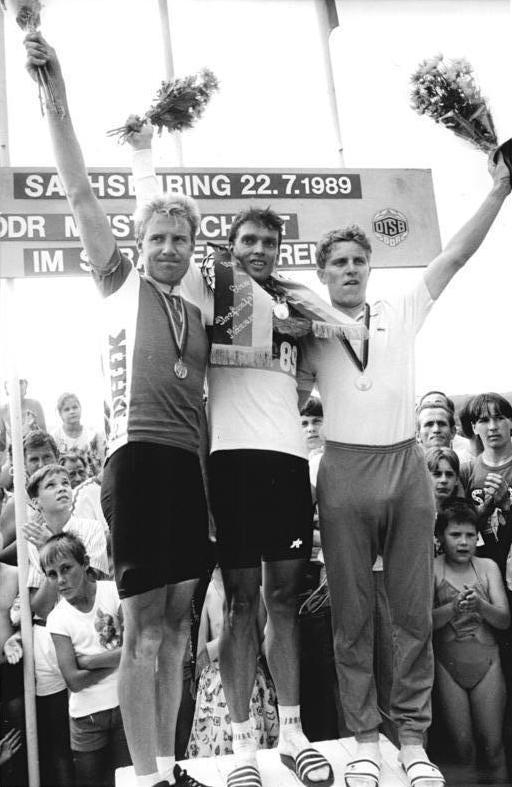
Von links nach rechts: Jan Schur, Olaf Ludwig, Jens Heppner (1989)

Jan Schur (* 27. November 1962 in Leipzig) ist ein ehemaliger deutscher Radrennfahrer.

## Sportliche Laufbahn
Der Sohn der Radsportlegende Täve Schur wurde 1989 Weltmeister mit der DDR-Mannschaft im Mannschaftszeitfahren über 100 Kilometer. Den Höhepunkt seiner Karriere erlebte er bei den Olympischen Sommerspielen 1988 in Seoul, als er mit der Mannschaft zusammen mit Uwe Ampler, Mario Kummer und Maik Landsmann Olympiasieger im Mannschaftszeitfahren wurde. Für diesen Erfolg wurde er mit dem Vaterländischen Verdienstorden in Gold ausgezeichnet. 1987 und 1989 siegte er im Auswahlrennen Rund um Langenau.
Wie fast alle Straßenfahrer der DDR startete Schur auch auf der Bahn der Werner-Seelenbinder-Halle in Berlin. Dort gewann er die „Internationale Zweier-Mannschaftsmeisterschaft“ 1988 mit Andreas Lux als Partner.
Nach der Wende versuchte er sich bei diversen italienischen Profirennställen, ehe er seine Karriere 1994 nach einem Sportunfall beenden musste. Im Dezember 2007 gestand er in einem Interview mit der Leipziger Volkszeitung seine langjährige Tätigkeit als Stasi-Spitzel. Er fungierte seit 1981 unter dem Decknamen „IM Reinhold“. Seit Ende 1988 führte er nach seinen Angaben von sich aus keine informellen Gespräche mehr mit der Staatssicherheit der DDR, welche daraufhin im Jahre 1989 die Zusammenarbeit beendet habe. Doping in der DDR wies er hingegen zurück. Er habe die Oral-Turinabol-Tabletten entsorgt.

## Familiäres
Nicht nur sein Vater war Radsportler, auch sein Bruder Gus-Erik Schur (* 1965) war einige Jahre wie er selbst für den SC DHfK Leipzig aktiv.

## Berufliches
Jan Schur betrieb Ende der 1990er Jahre in Schierke ein kleines Sporthotel,„Täve’s Sporthotel“ (heute „Waldschlösschen“).
Von 2001 bis 2006 studierte Schur Sportwissenschaft an der Universität Leipzig. Er besitzt den Trainerschein A für Radsport. Seit 2004 ist er geschäftsführender Gesellschafter der Jan und Täve Schur GmbH.